# Onomasticon Cataloniae

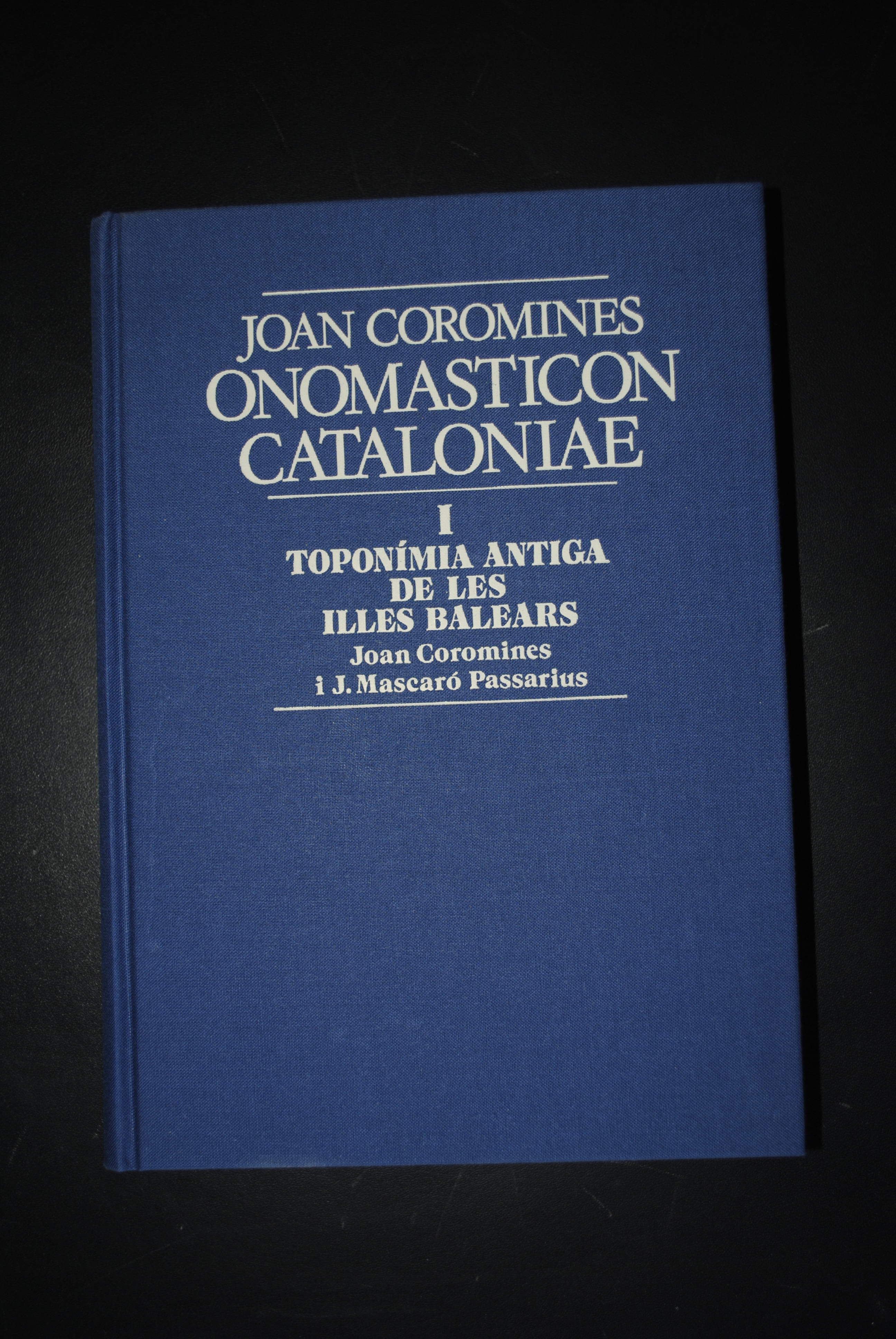
El primer volumen.

El Onomasticon Cataloniae es una obra etimológica que recoge el origen y explica los nombres de persona y los topónimos antiguos y modernos, dentro de los territorios de habla catalana: Cataluña, Comunidad Valenciana, islas Baleares y la Franja de Aragón. Fue escrita por Joan Coromines, con la colaboración de otros autores como Max Cahner, Josep Giner, Joseph Gulsoy o Josep Mascaró Pasarius.
Fruto de más de sesenta años de dedicación (1931-1994), cuenta con más de 400 000 topónimos vivos recogidos en encuestas orales realizadas en unos 2000 municipios, a los cuales cabe añadir antropónimos y topónimos antiguos registrados en documentos antiguos y modernos consultados por el mismo Coromines.

## Metodología
La metodología para la recogida de estas palabras fue la siguiente:
1. Revisión y vaciado de mapas, planos, catastros, guías, monográficos municipales y listas inéditas elaboradas por amigos y corresponsales.
2. Recorrido andando por todos los lugares del dominio lingüístico catalán, donde se interrogó a gente autóctona y anotando una gran cantidad de topónimos. Las preferencias eran labradores, cazadores, guías, guardias forestales o en todo caso pastores si no era taciturno. La encuesta se llevó a cabo en lo alto de un montículo para tener una visión de los alrededores. Después se seguía con un interrogatorio por grupos semánticos (fuentes, partidas, construcciones...) y se insistía en los accidentes geográficos más fáciles de olvidar (cuevas, ermitas...).
3. El material escrito y oral se recogía en cédulas y se transcribía en listas.

## Comentarios sobre la obra
Los comentarios sobre la obra de Joan Coromines son, entre muchos otros, estos dos: el primero de un amigo personal y el segundo de su director.

Me ha interesado muchísimo el proyecto. Será una obra de importancia capital no solo para los filólogos, sino también para los historiadores. La toponimia es el archivo anterior a los archivos documentales. Los ejemplos que da hablan de una manera elocuente. Si todavía persistís en la idea del comité de patronaje, me honrará mucho participar, tanto más que es un estudio que me había tentado.
Lluís Nicolau d'Olwer, 1953.

Sin embargo, de hecho, la enorme producción de Joan Coromines, fruto no solamente de una excepcional capacidad intelectual y de una dedicación total, sino también de su completísima formación lingüística (que incluye el conocimiento de toda la gama de lenguas indoeuropeas, del vasco y de algunas semíticas), así como de su condición de humanista, han permitido que Cataluña se haya enriquecido con unos instrumentos de conocimiento de la lengua como pocos países disponen.
Max Cahner, 1976.

## Plan de la obra
Onomasticon Cataloniae – Els noms de lloc i noms de persona de totes les terres de llengua catalana, 8 volums, Barcelona 1989–1997, ISBN 84-7256-331-6:
1. Volumen I, Toponíma antiga de les Illes Balears, ISBN 84-7256-330-8, 1ª edición, 1989
2. Volumen II, A – BE, ISBN 84-7256-889-X, 1ª edición, 1994
3. Volumen III, BI – C, ISBN 84-7256-902-0, 1ª edición, 1995
4. Volumen IV, D – J, ISBN 84-7256-825-3, 1ª edición, 1995
5. Volumen V, L – N, ISBN 84-7256-844-X, 1ª edición, 1996
6. Volumen VI, O – SAI, ISBN 84-7256-852-0, 1ª edición, 1996
7. Volumen VII, SAL – VE, ISBN 84-7256-854-7, 1ª edición, 1997
8. Volumen VIII, VI – Z, Índex, ISBN 84-7256-858-X, 1ª edición, 1997